# Гамильтон, Джеймс, 2-й граф Аберкорн
Джеймс Гамильтон, 2-й граф Аберкорн (англ. James Hamilton, 2st Earl of Abercorn; ок. 1604 — ок. 1670) — шотландский дворянин-католик. Он, его жена, его мать и большая часть его семьи преследовались церковью как рекузанты. Выполняя волю отца, он передал свой ирландский титул барона Гамильтона из Страбона младшему брату Клоду. Его младшие братья унаследовали ирландские земли отца, в то время как он получил шотландские, которые он промотал, будучи глубоко в долгах в последние дни.

## Рождение и происхождение
Джеймс родился около 1604 года, вероятно, в Пейсли, Шотландия. Он был старшим сыном Джеймса Гамильтона, 1-го графа Аберкорна (1575—1618), и его жены Мэрион Бойд. Его отец был колонистом в Ольстере и получил титул 1-го графа Аберкорна от короля Яков VI Стюарта в 1606 году. Его дедом по отцовской линии был Клод Гамильтон, 1-й лорд Пейсли (1546—1621. Мать Джеймса была старшей дочерью Томаса Бойда, 6-го лорда Бойда (ок. 1547—1611) из Килмарнока в Шотландии.
Его отец Джеймс Гамильтон был протестантом, но его мать, Мэрион Бойд, была рекузанткой, которая воспитала его, как и всех его братьев и сестер, как католика. 10 июля 1606 года его отец получил от короны титулы графа Аберкорна и лорда Пейсли, Гамильтона, Маунткасла и Килпатрика.

## Барон Гамильтон из Страбана
8 мая 1617 года, когда ему было всего около 12 лет, Джеймс Гамильтон получил титул 1-го барона Гамильтона из Страбана в системе Пэрства Ирландии, с правом наследования титула для мужских потомков своего отца. Целью создания титула было дать Гамильтонам, которые были не только шотландскими графами, но и крупными землевладельцами в Ирландии, место в Ирландской палате лордов. Титул барона Гамильтона из Страбана относится к городу Страбан в графстве Тирон, Ольстер, где его отец, 1-й граф Аберкорн, построил замок во время английской колонизации Ольстера.

## Граф Аберкорн
В 1618 году Джеймс Гамильтон, лорд Страбан, унаследовал от своего отца титул графа Аберкорна. Его отец умер раньше своего отца, Клода Гамильтона, 1-го лорда Пейсли, и, таким образом, никогда не стал лордом Пейсли.
В 1621 году умер его дед Клод Гамильтон, 1-й лорд Пейсли. Таким образом, он стал преемником своего деда в качестве 2-го лорда Пейсли и унаследовал шотландские поместья семьи, в частности Аберкорн и Пейсли, а также Килпатрик на северном берегу Клайда. Поскольку его отец завещал свои ирландские земли младшим братьям, он отказался от титула барона Гамильтона из Страбана 11 ноября 1633 года. Карл I Стюарт, король Англии и Шотландии, затем передал баронский титул его младшему брату Клоду Гамильтону.

## Гран-тур
В начале 1620 года лорд Аберкорн, как его теперь называли, отправился на континент в «путешествие», как в свое время называли «Гран-тур». Он провел несколько лет, путешествуя по континенту и посещая католические страны, Францию и Италию, которые поощряли его в католичестве. Он вернулся в Пейсли в апреле 1627 года.

## Брак и дети
В 1627 году Джеймс Гамильтон женился на Кэтрин Клифтон (ок. 1592 — 21 августа 1637), дочери сэра Джерваса Клифтона, 1-го лорда Клифтона (1569—1618) и его жены Кэтрин Дарси, вдовствующей герцогине Леннокс. Ему было 22 года, ей — около 34, более чем на десять лет старше. Она была замужем за лордом Эсме Стюартом (1579—1624) и родила от него 11 детей. Её первый муж умер в 1624 году, будучи 3-м герцогом Ленноксом. В ноябре 1632 года она получила королевскую лицензию, позволяющую ей сохранить свое первенство в качестве вдовствующей герцогини.
У Джеймса и Кэтрин было трое сыновей, но первые двое умерли раньше отца:
- Джеймс Гамильтон (ок. 1635 — до 1670), носил почетный титул лорда Пейсли как вероятный наследник, но умер раньше своего отца, не произведя наследника мужского пола[12]. Был женат на Кэтрин Лентхолл, дочери сэра Джона Лентхолла и Эстер Темпл.
- Уильям Гамильтон (умер до 1670 года), стал полковником, но умер раньше своего отца, участвуя в войнах в Германии[13].
- Джордж Гамильтон (ок. 1636 — до 1683), сменил своего отца на посту 3-го графа Аберкорна[14].

## Преследование со стороны церкви
Проблемы графа Аберкорна с пресвитерианской церковью Шотландии начались с процесса, начатого церковниками из аббатства Пейсли против его матери и некоторых её слуг. В июне 1626 года она бежала за защитой к Джеймсу Лоу, архиепископу Глазго. Епископ получил письмо от короля, написанное Уильямом Александером, 1-м графом Стирлингом, в котором церковь предписывала не беспокоить её, пока она молчит. Однако в апреле 1627 года граф Аберкорн вернулся из своих путешествий по континенту и спровоцировал церковь, открыто объявив себя католиком . 20 января 1628 года его мать, вдовствующая графиня, была отлучена от церкви синодом Шотландской церкви в Пейсли. Он избежал отлучения только потому, что отсутствовал при королевском дворе в Лондоне. Его жена также была отлучена от церкви 3 февраля.
26 августа 1632 года его мать умерла в Эдинбурге. 21 августа 1637 года его жена умерла в Пейсли и была похоронена «без церемоний» 17 сентября. Как католичка, она была похоронена без религиозных церемоний. Титул баронессы Клифтон перешел к Джеймсу, её старшему сыну от первого брака. В то время его отец был глубоко в долгах, задолжав своим кредиторам более 400 000 мерков (около 20 000 фунтов стерлингов).
В 1649 году Генеральная ассамблея Шотландской церкви отлучила графа Аберкорна от церкви и приказала ему покинуть Шотландию.

## Наследник мужского пола герцога Гамильтона
11 сентября 1651 года мужская линия герцогов Гамильтон прервалась, когда Уильям Гамильтон, 2-й герцог Гамильтон (1616—1651), умер от ран, полученных в битве при Вустере, сражаясь за Карла II против Кромвеля. Поскольку у герцога не было сыновей, ему наследовала племянница Энн Гамильтон (1631—1716) в соответствии с правилом наследования титула. Однако было установлено, что Джеймс Гамильтон, 2-й граф Аберкорн, был наследником мужского пола, что в то время не считалось важным. Этот статус графов Аберкорнов как наследников мужского пола позже привел к спору между домами Аберкорна и Гамильтона по поводу титула Герцог Шательро, когда этот титул, принадлежавший Джеймсу Гамильтону, 2-му графу Аррану, был возрожден Наполеоном III Французским в 1864 году в пользу герцога Гамильтона.

## Продажа Пейсли
22 июня 1652 года граф Аберкорн продал Пейсли графу Ангусу за £13 333 6s 8d (около 1100 фунтов стерлингов). Год спустя Ангус продал его за 160 000 фунтов лорду Кокрейну, который впоследствии стал 1-м графом Дандональдом. 8-й граф Аберкорн в конце концов выкупил Пейсли ещё в 1764 году.

## Смерть и преемственность
Лорд Аберкорн умер около 1670 года . Ему наследовал его младший сын, Джордж Гамильтон, ставший 3-м графом Аберкорном. Однако Джордж Гамильтон умер холостяком и бездетным в Падуе. Графство перешло к потомкам Клода Гамильтона, 2-го барона Гамильтона из Страбана.